# 柏徳
柏 徳（かしわ とく、1887年（明治20年）12月6日 - 1962年（昭和37年）11月18日）は、大日本帝国陸軍軍人。最終階級は陸軍中将。

## 経歴・人物
茨城県出身。1911年（明治44年）5月に陸軍士官学校第23期卒業、同年12月に陸軍歩兵少尉に任官。
1937年（昭和12年）11月に陸軍歩兵大佐に進級し、翌年の1938年（昭和13年）7月に歩兵第30連隊長に任官。
ついで、1940年（昭和15年）12月に陸軍少将・第9独立守備隊長、1942年（昭和17年）3月に関東軍司令部附、同年8月に第53師団兵務部長を経て、1943年（昭和18年）8月に第5歩兵団長（南方軍、第19軍、第5師団）に補任。インドネシアの守備に任じた。
その後、1944年（昭和19年）5月に第2方面軍司令部附、1945年（昭和20年）3月には陸軍中将に進級し、中部軍管区司令部附となり、同年7月に第316師団長（第1総軍、第53軍）に着任。本土決戦に備え、伊勢原に防衛陣地を構築中に終戦を迎えた。
1947年（昭和22年）11月28日、公職追放仮指定を受けた。

## 栄典
勲章
- 1941年（昭和16年）11月11日  - 勲二等瑞宝章[6]